# Martin Matalon
Martin Matalon (geboren am 17. Oktober 1958 in Buenos Aires) ist ein in Frankreich wirkender argentinischer Komponist.

## Leben
Matalon studierte Komposition am Boston Conservatory of Music und an der Juilliard School of Music in New York. Er erhielt 1986 den Charles-Ives-Preis der American Academy of Arts and Letters, 1988 den Holtkamp AGO Award der American Guild of Organists und mehrere weitere Auszeichnungen. In den Sommermonaten der Jahre 1987 und 1988 nahm er in Villeneuve-lès-Avignon an Kursen von Olivier Messiaen und Pierre Boulez am Centre Acanthes teil. Anschließend setzte er mit Hilfe eines Fulbright-Stipendiums seine Studien bei Tristan Murail fort. 1989 gründete er das Ensemble Music Mobile mit Sitz in New York, das sich der zeitgenössischen Musik widmet und dessen Direktor er bis 1996 war.
Nachdem er die Vereinigten Staaten wegen des dortigen Konservatismus im Musikleben verlassen hatte, begann ab 1993 anlässlich einer Ausstellung über Jorge Luis Borges im Centre Pompidou, für die er die Installation La rosa profunda schuf, eine langjährige Zusammenarbeit mit dem IRCAM. Von diesem Institut erhielt er anschließend den Auftrag zu einer neuen Filmmusik für die restaurierte Fassung des Stummfilms Metropolis von Fritz Lang. Für diese Arbeit wurde er 2001 mit einem Preis der Stadt Barcelona ausgezeichnet. Es folgten Filmmusiken für drei surrealistische Filme von Luis Buñuel: Ein andalusischer Hund (1927), Das goldene Zeitalter (1931) und Las Hurdes – Land ohne Brot (1932).
2005 erhielt Matalon den Preis der New Yorker Guggenheim-Stiftung und den Preis der französischen Académie des Beaux-Arts. 2007 wurde er mit dem „Grand Prix des Lycéens“ ausgezeichnet.
Von 2003 bis 2004 war Matalon „Compositeur en résidence“ am Arsenal Metz und von 2005 bis 2010 in den Elektronischen Studios von La Muse en Circuit. Von 2004 bis 2008 wirkte er als Gastprofessor an der McGill University in Montreal. Seit Oktober 2010 unterrichtet er Komposition am Conservatoire régional d’Aubervilliers-La Courneuve.
Er erhielt Kompositionsaufträge u. a. vom Orchestre de Paris, dem Orchestre National de France, dem Ensemble intercontemporain, dem Ensemble MusikFabrik und von Les Percussions de Strasbourg.
Zu seinen Kompositionen zählen zahlreiche Kammermusikwerke mit und ohne elektronischen Instrumente. Ab 1997 begann er mit der Komposition seiner Trames, einer Reihe von Werken zwischen Konzert und Kammermusik. Eine weitere Werkreihe mit dem Titel Traces ist Soloinstrumenten mit Elektronik gewidmet.
Matalon schrieb mehrere Werke für das Musiktheater. Für die Komposition und Produktion seiner ersten Kammeroper, Le miracle secret, nach der gleichnamigen Erzählung von Jorge-Luis Borges erhielt er 1989 den Preis „Opéra Autrement“ des Centre Acanthes. Seine zweite Oper, L’ombre de Venceslao, mit einem Libretto von Jorge Lavelli nach Copi wurde am 12. Oktober 2016 in der Opéra de Rennes uraufgeführt.

## Werke
Die folgende Liste basiert auf den Angaben auf der Website des Komponisten (Stand November 2017).
Opern
- Le miracle secret, Kammeroper. Libretto: Jorge Luis Borges. UA: 10. Juli 1989
- L’ombre de Venceslao, Oper in zwei Akten. Libretto: Jorge Lavelli nach Copi. UA: 12. Oktober 2016 in der Opéra de Rennes

Musiktheater
- La Rosa…, „spectaclel musical“ über sieben Gedichte von Jorge Luis Borges (2011)
- Les Morts qui touchent, „théâtre sonique“ über einen Text von Alexandre Koutchevsy (2013)

Musikalische Erzählungen
- La légende de M. Chance, Erzählung von Yannick Jaulin (2006)
- Tulles et les ombres für Saxophon, Schlagwerk, Klavier, zwei Violinen, Viola und Violoncello (2007)
- Har, le Tailleur de Pierre für drei Schlagzeuger und Elektronik (2008)
- Trois pommes d’or für sieben Instrumentalisten und Elektronik (2013)

Filmmusik
- Metropolis für sechzehn Instrumentalisten und Elektronik für den Film Metropolis von Fritz Lang (1995)
- Las siete vidas de un gato für acht Musiker und Elektronik für den Film Ein andalusischer Hund von Luis Buñuel (1996)
- Le scorpion für sechs Schlagwerke, Klavier und Elektronik für den Film Das goldene Zeitalter von Luis Buñuel (2002)
- Traces II (La cabra) für Viola solo und Echtzeit-Elektronik für den Film Las Hurdes – Land ohne Brot von Luis Buñuel (2005)
- Metropolis, Neufassung (2011)
- Foxtrot Délirium für den Film Die Austernprinzessin von Ernst Lubitsch (2015)

Hörspiele
- Nocturnes, Radio-Oper für drei Instrumentalsolisten, Echtzeit-Elektronik und drei Komödianten (2006)

Ballette
- Rugged lines für neun Instrumente und Elektronik (1997)

Installationen
- La rosa profunda, musikalischer Parcours über Texte von Jorge Luis Borges (1992)
- Le Tunnel sous l’Atlantique (1995)

Musik und Zirkus
- Caravanserail für dreizehn Instrumente und Zirkusleute (2017)

Solo-Instrumente mit oder ohne Elektronik
- Dos formas del tiempo für Klavier (2000)
- Traces I für Violoncello solo und Echtzeit-Elektronik („dispositif électronique en temps réel“, 2004)
- Traces II für Viola solo und Echtzeit-Elektronik (2005)
- Short Stories für Vibraphon (2005)
- Traces III für Horn und Elektronik (2006)
- Traces IV für Marimba und Elektronik (2006)
- Traces V für Klarinette und Elektronik (2006)
- Traces VI für Flöte und Elektronik (2006)
- Traces VII für Sopran und Echtzeit-Elektronik (2008)
- Traces VIII für Violine und Elektronik-Aufzeichnung („dispositif électronique en temps différé“, 2012)
- Traces IX für Violoncello und Elektronik-Aufzeichnung (2014)
- Traces X für Akkordeon und Elektronik-Aufzeichnung (2014)
- Traces XI für Posaune und Elektronik-Aufzeichnung (2015)
- Traces XII für Harfe und Elektronik-Aufzeichnung (2017)

Kammer- und Ensemblemusik mit Elektronik
- Monedas de hierro für zehn Musiker und Elektronik (1993)
- Rugged lines memos für neun Instrumente und Elektronik (1999)
- La Makina für zwei Klaviere, zwei Schlagwerke und Elektronik (2007)
- Tunneling für Flöte, Klarinette, Horn, Trompete, Schlagzeug, Violoncello, Kontrabass und Elektronik (2009)
- KDM Fragments für Akkordeon, zwei Schlagwerke und Elektronik-Aufzeichnung (2011)
- De polvo y piedra für Flöte, Klarinette, Horn, zwei Trompeten, Posaune, zwei Schlagwerke, Akkordeon, Klavier, Violine, zwei Violoncelli, Kontrabass und Elektronik (2013)
- La Carta (2) für Mezzosopran, Klarinette, Akkordeon, Schlagwerk und Elektronik (2015)

Kammer- und Ensemblemusik (akustisch)
- La cifra für Flöte, Violoncello, Klavier und Schlagwerk (1994)
- Formas de arena für Flöte, Harfe und Viola (2001)
- Prelude and blue, Trio für Saxophon, Schlagwerk und Kontrabass (2005)
- Loop & épilogue für Klavier, Akkordeon und Violoncello (2014)
- Spirals, loops, lines für fünfzehn Instrumente (2014)
- Metal sobre Metal, Trio für zwei Trompeten und Horn (2015)

Musik für Violoncello-Ensemble
- … del matiz al color… für acht Violoncelli (1999)
- Lineas de agua für acht Violoncelli (2003)

Musik für Schlagzeug-Ensemble
- Caramba (les) für sechs Schlagwerke (2001)
- … del color a la materia… für Klavier, sechs Schlagwerke und Elektronik (2011)

Musik für Blechbläser-Ensemble
- …de tiempo y de metal… für zwölf Blechbläser (2010)

Musik für Vokalensemble
- Tabula es für Chor (2004)
- Formas in Pulvere für fünf Frauenstimmen, Schlagwerk und Echtzeit-Elektronik (2012)
- Dos Lineas für fünf Frauenstimmen, Schlagwerk und Elektronik-Aufzeichnung (2013)

Konzertante Ensemblemusik
- Trame I für Oboe und fünf Instrumentalisten (1997)
- Trame II für Cembalo und sechs Instrumentalisten (1999)
- Trame IV für Klavier und elf Instrumentalisten (2001)
- Trame Ia für Sopransaxophon und fünf Instrumentalisten (2001)
- Trame VI für Viola und Kammerorchester (2004)
- Trame VII für Horn und Ensemble (2005)
- Trame VIII für Marimba solo und Flöte, Klarinette, Horn, Trompete, Klavier, Violine, Viola und Kontrabass (2008)
- Trame X für Akkordeon und Flöte, Klarinette, Fagott, Harfe, zwei Schlagwerke, Violine und Kontrabass (2009)
- Trame XI für Kontrabass solo und Flöte, Klarinette, Klavier, Schlagwerk und Viola (2011)

Orchesterwerke
- Otras ficciones für Bläser, Schlagwerke, zwei Klaviere, zwei Harfen und Kontrabässe (2001)
- El torito catalan (2002)
- Lignes de fuite (2007)
- Preludio Serenata y Epílogo (2010)

Orchester mit Soloinstrumenten
- Trame III, Konzert für Violoncello und Orchester (2000)
- Trame V, Konzert für Trompete und Orchester (2003)
- Trame IX, Konzert für Oboe und Orchester (2008)
- Trame IX, Konzert für Oboe und Orchester, Fassung für Kammerorchester (2010)
- K/D/M Concerto, Tripelkonzert für zwei Schlagwerke, Akkordeon und Orchester (2010)
- Trame XII, Konzert für Trompete und Streichorchester (2011)
- Trame XIII, Konzert für Sopransaxophon und Orchester (2015)